# Alferrarede
Alferrarede ist ein Dorf und eine ehemalige Gemeinde (Freguesia) in Portugal und gehört zum Kreis Abrantes im Distrikt Santarém.

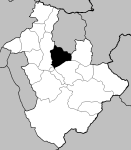
Lage von Alferrarede im Kreis Abrantes, bis September 2013

Die Freguesia Alferrarede hatte eine Fläche von 24,1 km² und 3889 Einwohner (Stand 30. Juni 2011).
Am 29. September 2013 wurden die Freguesias Abrantes (S. Vicente), Abrantes (São João) und Alferrarede zur neuen Freguesia União das Freguesias de Abrantes (São Vicente e São João) e Alferrarede zusammengefasst.

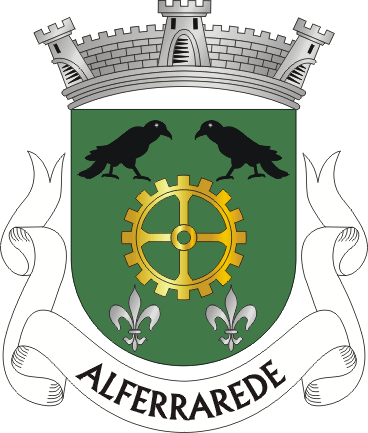
Das Wappen der ehemaligen Freguesia

Im Ort liegt ein Staudamm des 16. oder 17, Jahrhunderts der eine römische Anlage ersetzt.